# Sam van Rooy
Sam van Rooy (Antwerpen, 27 mei 1985) is een Belgisch Vlaams-nationalistisch radicaal-rechtse politicus voor het Vlaams Belang, auteur, publicist en voormalig wielrenner.

## Levensloop
Sam van Rooy is de zoon van schrijver en filosoof Wim van Rooy. Hij behaalde in 2007 het diploma van industrieel ingenieur in de bouwkunde aan de Universiteit van Antwerpen en werkte van 2007 tot 2011 als werfleider. Ook was hij van 2004 tot 2006 actief als professioneel wielrenner.
In 2011 was hij beleidsmedewerker van de Nederlandse PVV-voorzitter Geert Wilders. Zijn contract werd echter niet verlengd na een omstreden internetfilmpje over enkele vrouwen in boerka. Vervolgens was Van Rooy van 2012 tot 2019 medewerker van de studiedienst en perswoordvoerder van Vlaams Belang.
Sinds januari 2019 is hij eveneens gemeenteraadslid van Antwerpen. In januari 2020 volgde hij Filip Dewinter op als Vlaams Belang-fractieleider in de Antwerpse gemeenteraad.
Bij de Europese verkiezingen van 25 mei 2014 stond van Rooy als eerste opvolger op de Vlaams Belang-lijst voor het Europees Parlement. Vijf jaar later, bij de Vlaamse verkiezingen van 26 mei 2019, werd hij vanop de vierde plaats van de Vlaams Belang-lijst in de kieskring Antwerpen verkozen in het Vlaams Parlement. Hij zetelde er tot in 2024 en werd lid van de commissie voor Binnenlands Bestuur, Gelijke Kansen en Inburgering en de commissie voor Leefmilieu, Natuur, Ruimtelijke Ordening en Energie en legde zich toe op het inburgerings- en integratiebeleid en het energiebeleid.
Bij de verkiezingen van juni 2024 kreeg Sam van Rooy de vierde plaats toegewezen op de Antwerpse federale lijst van het VB en werd hij verkozen in de Kamer van volksvertegenwoordigers. Hij werd vast lid van de commissie Energie, Leefmilieu en Klimaat en plaatsvervanger in de commissie Binnenlandse Zaken, Veiligheid, Migratie en Bestuurszaken.

## Auteur
Van Rooy is eveneens actief als auteur. Toen hij elf jaar was, schreef hij twee kinderboeken: De Vampierenmoord en Smokkel in Egypte. Later was hij mederedacteur en -auteur van verschillende non-fictieboeken, hoofdzakelijk over de islam en de Europese Unie:
- 2010 - Wielerwoordenboek (Atlas-Contact, samen met Wim van Rooy en Fons Leroy)
- 2010 - De islam. Kritische essays over een politieke religie (ASP Editions, samen met Wim van Rooy)
- 2012 - Europa wankelt. De ontvoering van Europa door de EU (Van Halewyck, samen met Wim van Rooy en Remi Hauman)
- 2016 - Waarom haten ze ons eigenlijk? (De Blauwe Tijger, samen met o.a. Frits Bosch, Paul Cliteur en Wim van Rooy)
- 2018 - Voor vrijheid dus tegen islamisering (Doorbraak)

Tevens is van Rooy publicist op de Vlaamsgezinde opiniesite Doorbraak. Tevens is hij erg actief op de sociaalnetwerksite Twitter: volgens onderzoek uit 2019 is hij de "meest gedeelde Vlaamse Twitteraar".